# Валинья
Валинья́ (фр. Valignat) — коммуна во Франции, находится в регионе Овернь. Департамент коммуны — Алье. Входит в состав кантона Эбрёй. Округ коммуны — Монлюсон.
Код INSEE коммуны — 03295.

## Население
Население коммуны на 2008 год составляло 70 человек.
| 1962 | 1968 | 1975 | 1982 | 1990 | 1999 | 2008 |
| ---- | ---- | ---- | ---- | ---- | ---- | ---- |
| 81   | 87   | 52   | 47   | 42   | 57   | 70   |

## Экономика
В 2007 году среди 44 человек в трудоспособном возрасте (15—64 лет) 34 были экономически активными, 10 — неактивными (показатель активности — 77,3 %, в 1999 году было 62,5 %). Из 34 активных работали 27 человек (13 мужчин и 14 женщин), безработных было 7 (4 мужчин и 3 женщины). Среди 10 неактивных 4 человека были пенсионерами, 6 были неактивны по другим причинам.

## Достопримечательности
- Романская церковь Сен-Мишель (XI—XII века)
- Лес Колет